# Nawabganj (Baranbanki)
Nawabganj és una ciutat del districte de Barabanki a Uttar Pradesh. És capital d'un tehsil i una nagar palika (municipalitat de menys de 200.000 habitants) dins de l'Àrea Urbana de Barabanki, la capital del districte. Està situada a 26° 56′ N, 81° 11′ E / 26.94°N,81.19°E a la vora del riu Jamuriha i consta al cens del 2001 amb una població de 75.087 habitants. Nawabganj el 1869 tenia 10.606 habitants, el 1881 eren 13.993 i el 1901 eren 14.478.
El tehsil està dividit en 4 blocks o samiti panchayat (Banki, Dewa, Harakh i Masauli). La municipalitat fou la primera del districte, fundada el 16 de juliol de 1884 i tenia 9 membres dels que quatre eren elegits i els altres nomenats. El 1916 va esdevenir Nagar Palika Parishad, amb una superfície de 12 km². La Nagar Palika Parishad està formada per 25 wards:
| Nº de Ward | Nom                  | Població (2001) |
| 1          | Gandhi Nagar         | 3148            |
| 2          | Valmiki Nagar        | 5309            |
| 3          | Peer Batawan Saravgi | 1913            |
| 4          | Begumganj Saravgi    | 3060            |
| 5          | Kanoongoyan Poorvi   | 3000            |
| 6          | Poorvi Peerbatawan   | 3180            |
| 7          | Police Line          | 2259            |
| 8          | Lajpat Nagar         | 2216            |
| 9          | Gularia Gaarda       | 2782            |
| 10         | Azad Nagar           | 3208            |
| 11         | Kanoongoyan          | 2574            |
| 12         | Tehsil Colony        | 2948            |
| 13         | Katra Baradari       | 2969            |
| 14         | Satypremi Nagar      | 2103            |
| 15         | Kailash Ashram       | 3412            |
| 16         | Durgapuri            | 3788            |
| 17         | Nehru Nagar          | 2680            |
| 18         | Munshiganj           | 1882            |
| 19         | Bheetri Peerbatawan  | 4526            |
| 20         | Barhiyan Tola        | 3174            |
| 21         | Barhiyan Pashchimi   | 3253            |
| 22         | Dushehrabagh         | 4603            |
| 23         | Bheetri Poorvi       | 3424            |
| 24         | Saravgi              | 1489            |
| 25         | Rasoolpur            | 2591            |

Nawabganj era una pargana d'Oudh amb una superfície de 205 km² regada pel riu Kalyani; la població el 1881 era de 45.795 habitants tres quarts hindús i 1/4 musulmans; hi havia 76 pobles dels quals 44 eren talukdaris sent el principal terratinent Tassadak Rasul Khan de Jahangirabad (que dominava 25 del 44 pobles). Un edifici de govern hi fou construït pel nawab Shuja al-Dawla d'Oudh, i la ciutat va créixer després sota Asaf al-Dawla. Durant el motí de 1857, Nawabganj fou escenari d'una greu derrota dels rebels per la força britànica manada per Sir Hope Grant. Després d'això fou virtualment la capital del districte que oficialment restava a la veina Barabanki.